# 因內拉里蒂點 (佛羅里達州)
因內拉里特點（英語：Innerarity Point）是位於美國佛羅里達州艾斯康比亞縣的一個非建制地區。該地的面積和人口皆未知。

## 地理
因內拉里特點的座標為30°18′38″N 87°27′41″W / 30.31056°N 87.46139°W，而該地的平均海拔高度為5米（即16英尺）。